# Џаџ Рејнхолд
Едвард Ернест Рајнхолд млађи (енгл. Edward Ernest Reinhold Jr.; Вилмингтон, 21. мај 1957), познатији као Џаџ Рејнхолд (енгл. Judge Reinhold), амерички је филмски и ТВ глумац, познат по улогама у филмовима Полицајац са Беверли Хилса, Полицајац са Беверли Хилса 2, Полицајац са Беверли Хилса 3, Полицајац са Беверли Хилса: Аксел Фоли  и Гремлини, поред многих.